# Margaretha van Navarra (12e eeuw)
Margaretha van Navarra (ca. 1135-1183) was koningin van Sicilië en regentes voor haar minderjarige zoon Willem II van Sicilië van 1166 tot 1171. Zij was de dochter van García IV van Navarra en Margaretha de l'Aigle en ze was de vrouw van koning Willem I van Sicilië (1154-1166).

## Biografie
Volgens de ene geschiedschrijver (John Julius Norwich) was zij een lichtzinnige vrouw, volgens een andere geschiedschrijver (Jacqueline Alio) was zij een sterk heerser. Wat er ook van zij, haar leven lang zal ze beticht worden om er minnaars op na te houden. Tijdens het leven van haar man, was dat zijn raadsman Maio van Bari.
Na de dood van Willem I in 1166 werd zij geadviseerd door haar oom aartsbisschop van Rouen Rotrou. Rotrou stuurde eerst haar neef Stefaan du Perche als raadsman. Toen Stefaan zichzelf als aartsbisschop van Palermo aanstelde in 1167, was de maat voor de Siciliaanse adel vol. Onder druk van Matteo van Ajello werd hij gedwongen het land te verlaten.
Stefaan werd opgevolgd door Walter Offamilio, een andere protegé van aartsbisschop Rotrou. Walter was bekwamer en Margaretha werd opzij geschoven, ze bleef wel nog koningin-regentes de jure tot de meerderjarigheid van haar zoon in 1171.
Van haar is de briefwisseling die zij had met paus Alexander III en Thomas Becket nog overgebleven. Nadat haar zoon aan de macht kwam trok ze zich terug in een klooster waar ze stierf in 1183. Haar lichaam ligt begraven in de Dom van Monreale in Palermo.

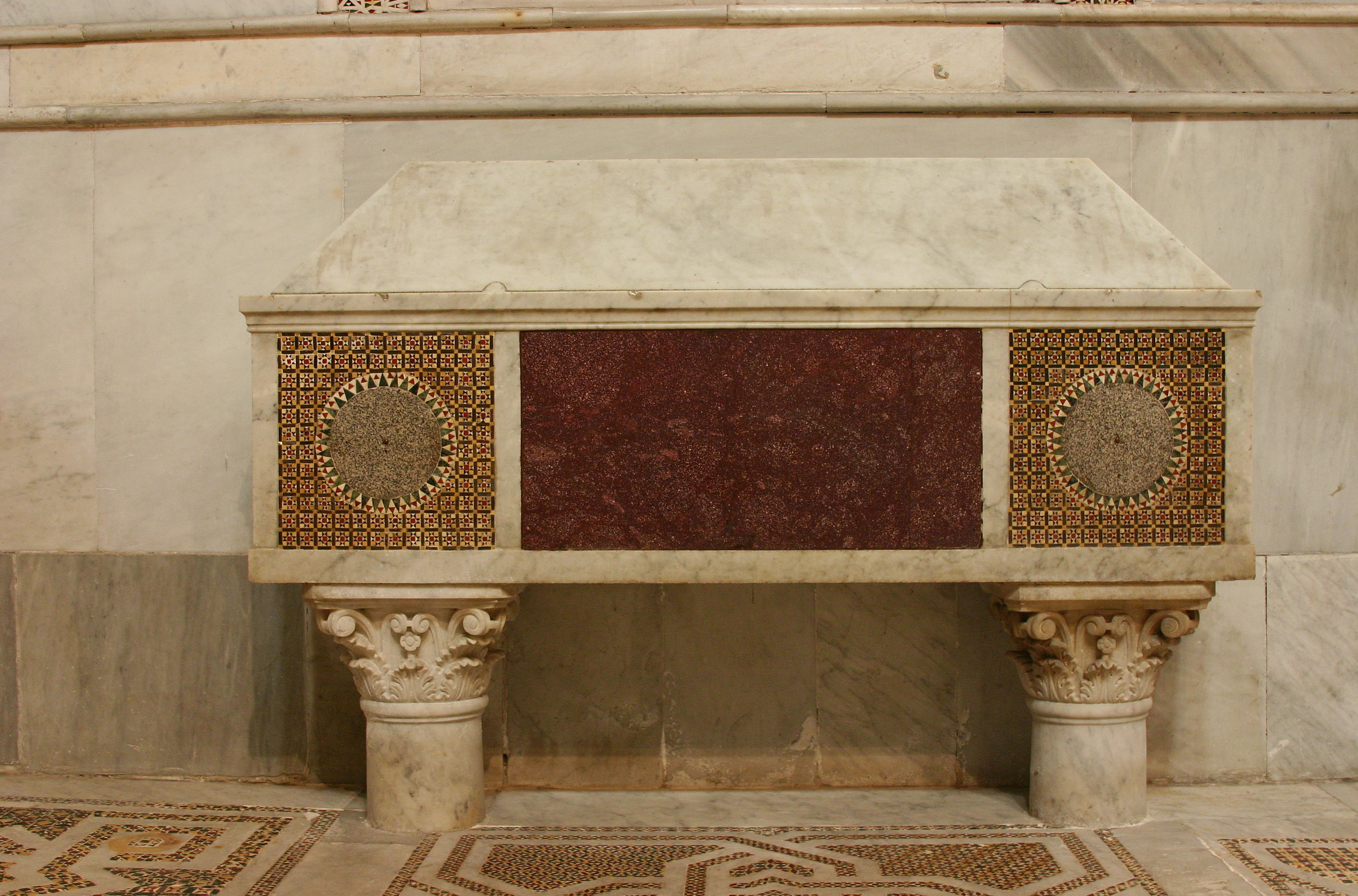
Graf van Margaretha van Navarra